# Whale Cove
Whale Cove ou Tikiraqjuaq en inuktitut (« longue pointe ») est un hameau situé dans la région de Kivalliq au Nunavut (Canada) sur la rive ouest de la baie d'Hudson.

## Toponymie
Le nom anglophone du hameau est Whale Cove ; ce qui signifie « anse à la baleine ». Ce nom est inspiré du fait que plusieurs bélugas se rassemblent le long de la côte à la hauteur du hameau. Plusieurs habitants de Whale Cove chassent ces baleines et utilisent ses sous-produits pour faire de l'huile et en tant que nourriture.

## Géographie
Whale Cove est situé à 72 km au sud de Rankin Inlet et à 161 km au nord d'Arviat dans la région de Kivalliq au Nunavut au bord de la baie d'Hudson. Le hameau fait partie de la circonscription électorale de Rankin Inlet South/Whale Cove. Le terrain est la toundra arctique composée principalement de roches recouvertes de mousse et de lichen.

### Transports
Whale Cove est desservie par l'aéroport de Whale Cove.

## Démographie
Tikiraqjuaq fut fondé initialement par trois groupes inuits distincts, deux groupes côtiers et un groupe provenant de l'intérieur des terres. Le hameau est relativement une communauté traditionnelle composée à 99 % d'Inuits qui s'habillent en fourrures, qui se nourrissent de viande et de poissons crus et qui utilisent des chiens de traîneau pour se déplacer. Cependant, plusieurs Inuits se déplacent en motoneige en hiver et en bateau en été entre Whale Cove et Rankin Inlet à une distance de 100 km. Selon le recensement de 2006 de Statistiques Canada, la population de Whale Cove est de 353 habitants ; ce qui correspond à une croissance démographique de 15,7 % par rapport à la population de 2001
| 2001 | 2006 | 2011 | 2016 |
| ---- | ---- | ---- | ---- |
| 305  | 353  | 407  | 435  |

## Personnalité connue
- Levinia Brown

## Annexe